# 東京アートディレクターズクラブ
東京アートディレクターズクラブは、1952年に結成されたアートディレクターを会員とする東京都千代田区にある団体。会長は細谷巖。ADC展、ADC賞を開催し、『ADC年鑑』（美術出版社）を編集する。略称東京ADC。
1951年に発足したABC懇談会を前身とする。当初対立関係にあった日本宣伝美術会会員が1950年代末に合流し、会の名前も東京アドアートディレクターズクラブから東京アートディレクターズクラブに改められた。
会員数は80名で、新規入会は既存会員の投票と委員の合議で審査される。